# Mikołajki Pomorskie (przystanek kolejowy)
Mikołajki Pomorskie – przystanek kolejowy w Mikołajkach Pomorskich, w województwie pomorskim, w Polsce. Dawna stacja kolejowa (do czasu modernizacji linii kolejowej nr 9 w latach 2011-2014). 

## Modernizacja
W trakcie wspomnianej modernizacji zmieniono układ torów i peronów, zlikwidowano przejazdy drogowe w poziomie szyn, wybudowano tunel drogowy pod torami, skorygowano część łuków. Pozwoliło to na podniesienie maksymalnej prędkości przejeżdżających składów pasażerskich ze 100 do 130 km/h, a towarowych do 120 km/h przy nacisku na tor 221 kN/oś (22,5 t/oś).

## Ruch pasażerski[3]
| Rok  | Wymiana pasażerska na dobę |
| ---- | -------------------------- |
| 2017 | 50-99                      |
| 2018 | 50-99                      |
| 2019 | 50-99                      |
| 2020 | 50-99                      |
| 2021 | 20-49                      |
| 2022 | 50-99                      |
| 2023 | 50-99                      |

## Połączenia
- Malbork (6 połączeń)
- Gdynia Główna ( – Gdynia Chylonia) (2 połączenia)
- Iława (6 połączeń)
- Olsztyn Główny (2 połączenia)
- Działdowo (1 połączenie)

## Galeria

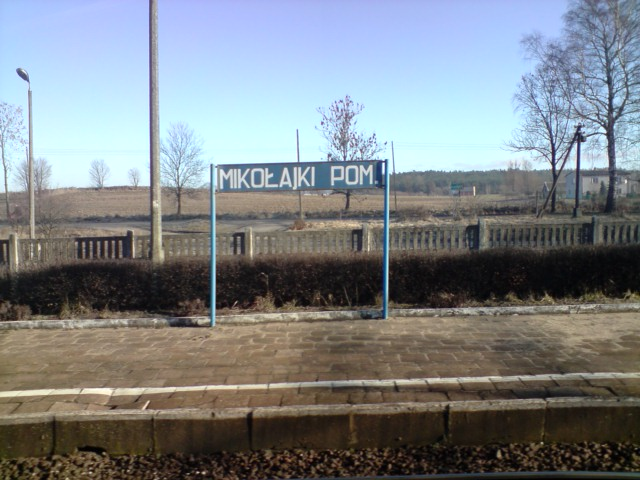
Peron w Mikołajkach Pomorskich przed modernizacją linii kolejowej nr 9
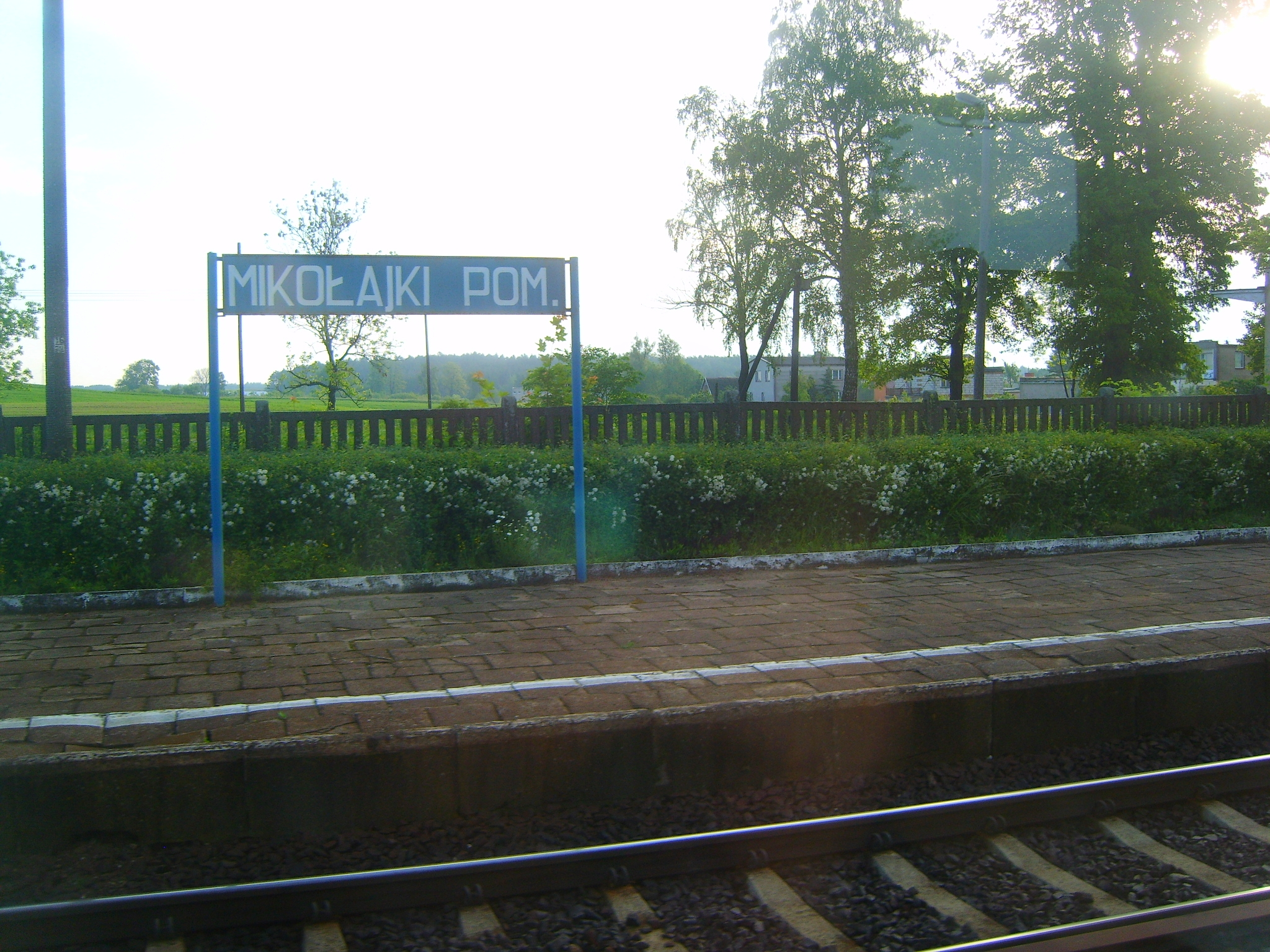
Stary peron widziany z pociągu